# Cladophorales
Cladophorales, red zelenih algi u razredu Ulvophyceae. oko 470 vrsta u osam porodica.

## Porodice
1. Anadyomenaceae Kützing
2. Boodleaceae Børgesen
3. Cladophoraceae Wille
4. Okellyaceae Leliaert & Rueness
5. Pithophoraceae Wittrock
6. Pseudocladophoraceae Boedeker & Leliaert
7. Siphonocladaceae F.Schmitz
8. Valoniaceae Kützing